# 928

## Nașteri
- dată necunoscută: Boleslau al II-lea al Boemiei prinț al Boemiei (d. 999)
- dată necunoscută: Péter Orseolo  (d. 987)

## Decese
- 28 iunie: Ludovic al III-lea, rege de Provence din 887, rege al Italiei din 900 și împărat carolingian (901-905), (n. 880)

- Marin I de Neapole, duce de Neapole din 919 (n. ?)